# Roca Sales
Roca Sales é um município brasileiro do estado do Rio Grande do Sul.

## Filhos ilustres
- Ver Biografias de roca-salenses notorios

## Infraestrutura

### Comunicações
Roca Sales possui uma estação de rádio local (Onda FM), além de também receber o sinal das estações de rádio das cidades vizinhas. Há um jornal local, o Jornal Opinião, com circulação em Roca Sales e em várias cidades da região, e uma retransmissora da RBS TV dos Vales. A cidade é atendida por uma agência da Empresa Brasileira de Correios e Telégrafos.